# Postbursoplana macromystax
Postbursoplana macromystax är en plattmaskart som beskrevs av Lanfranchi 1969. Postbursoplana macromystax ingår i släktet Postbursoplana och familjen Otoplanidae. Inga underarter finns listade i Catalogue of Life.